# Viola macroceras
Viola macroceras är en violväxtart som beskrevs av Aleksandr Andrejevitj Bunge. Viola macroceras ingår i släktet violer, och familjen violväxter. Inga underarter finns listade i Catalogue of Life.